# Extensions
Extensions – album studyjny amerykańskiego pianisty jazzowego McCoya Tynera, wydany po raz pierwszy w 1972 roku z numerem katalogowym BN-LA 006-F nakładem Blue Note Records.

## Powstanie
Materiał na płytę został zarejestrowany 9 lutego 1970 roku przez Rudy’ego Van Geldera w należącym do niego studiu (Van Gelder Studio) w Englewood Cliffs w stanie New Jersey. Utwory wykonali: McCoy Tyner (fortepian), Gary Bartz (saksofon altowy), Wayne Shorter (saksofon tenorowy, saksofon sopranowy), Ron Carter (kontrabas), Elvin Jones (perkusja), Alice Coltrane (harfa w A1 i B2). Produkcją albumu zajął się Duke Pearson.

## Lista utworów
Opracowano na podstawie materiału źródłowego.
Wydanie LP
Strona A
| Nr | Tytuł utworu            | Muzyka      | Długość |
| -- | ----------------------- | ----------- | ------- |
| 1. | „Message from the Nile” | McCoy Tyner | 12:22   |
| 2. | „The Wanderer”          | Tyner       | 7:43    |
|    |                         |             | 20:05   |

Strona B
| Nr | Tytuł utworu     | Muzyka | Długość |
| -- | ---------------- | ------ | ------- |
| 1. | „Survival Blues” | Tyner  | 13:16   |
| 2. | „His Blessings”  | Tyner  | 6:51    |
|    |                  |        | 20:07   |

## Twórcy
Opracowano na podstawie materiału źródłowego.
Muzycy:
- McCoy Tyner – fortepian
- Gary Bartz – saksofon altowy
- Wayne Shorter – saksofon tenorowy, saksofon sopranowy
- Ron Carter – kontrabas
- Elvin Jones – perkusja
- Alice Coltrane – harfa (A1, B2)

Produkcja:
- Duke Pearson – produkcja muzyczna
- Rudy Van Gelder – inżynieria dźwięku
- Clifford Janoff – fotografia na okładce
- André Perry – liner notes